# Gayl Jones
Gayl Jones (née le 23 novembre 1949) est une écrivaine afro-américaine de Lexington, Kentucky. Ses œuvres les plus célèbres sont les romans Corregidora (1975), Eva's Man (1976) et The Healing (1998).

## Biographie

### Jeunesse
Jones naît le 23 novembre 1949 de Franklin et Lucille Jones. Elle grandit à Speigle Heights, un quartier de Lexington, Kentucky, dans une maison sans confort. Son père est cuisinier dans un restaurant et sa mère est femme au foyer. La jeune Gayl grandit dans une famille de conteuses : sa grand-mère écrit des pièces pour son église et sa mère invente constamment des histoires pour divertir les enfants et les autres membres de la famille. Comme le rappelle Gayl, « j'ai commencé à écrire quand j'avais sept ans, parce que j'ai vu ma mère écrire, et parce qu'elle lisait, à mon frère et moi, des histoires qu'elle avait écrites ». Elle fait ses études supérieures au Henry Clay High School, établissement où les élèves sont tous blancs. Bien que décrite comme extrêmement timide, de nombreux enseignants de Jones reconnaissent ses compétences en écriture et l'encouragent à fortifier son talent,.

### Éducation
Jones sort diplômée en 1971 du Connecticut College où elle obtient son Bachelor of Arts (licence). Pendant ses études, elle remporte le prix Frances Steloff pour la fiction. Pendant ses études supérieures en écriture créative à l'Université Brown, elle étudie avec le poète Michael Harper et obtient une maîtrise ès lettres en 1973 puis son doctorat en 1975. Elle parle six langues et elle vient d'écrire Chile Woman, sa première pièce,.

### Carrière
Dans les années 1970, le mentor de Jones, Michael Harper (en), présente son travail à l'auteure Toni Morrison. Cette dernière est éditrice chez Random House à l'époque. Elle est tellement impressionnée après avoir lu son manuscrit qu'elle déclare « qu'aucun roman sur une femme noire ne pourrait plus jamais être le même après cela ». En 1975, Random House publie le premier roman de Jones, Corregidora ; elle a 26 ans,,. La même année, elle est chargée de cours à l'Université du Michigan, qui l'embauche l'année suivante comme maître assistant. Elle quitte son poste de professeure en 1983 et part s'installer en Europe, où elle écrit et publie Die Vogelfaengerin (The Birdwatcher) en Allemagne et un recueil de poésie, Xarque and Other Poems, aux États-Unis. Le roman de 1998 de Jones, The Healing, est finaliste du National Book Award. L'attention des médias entourant la sortie de son roman se concentre davantage sur les tribulations de sa vie personnelle que sur l'œuvre elle-même.
Ses archives sont hébergées au Howard Gotlieb Archival Research Center de l'Université de Boston.
Jones vit actuellement[Quand ?] à Lexington, Kentucky, où elle continue d'écrire.

## Écriture
Jones se décrit comme une improvisatrice et son travail le confirme : comme une musicienne de jazz ou de blues, Jones joue sur un ensemble de thèmes, leurs variations et explore leurs possibles permutations. Bien que sa fiction ait été qualifiée de « gothique » par son exploration de la folie, de la violence et de la sexualité, les métaphores musicales pourraient permettre une définition de son œuvre plus appropriée. Gayl Jones est élue en 2001 par l'African American Literature Book Club parmi les 50 auteurs favoris du XXe siècle.

## Œuvres choisies

### Fiction
- (en) Corregidora, Beacon Press, 1987 (1re éd. 1975), 192 p. (ISBN 0807063150, présentation en ligne)
- (en) Eva's Man, Beacon Press, 1987 (1re éd. 1976), 180 p. (ISBN 0807063193)
- (en) White Rat : Stories (Harlem Moon Classics), Harlem Moon, 2005 (1re éd. 1977) (ISBN 0767922131, présentation en ligne)
- (en) Raveena, 1986
- (en) The Healing  (finaliste du National Book Award en 1998), Beacon Press, 1998, 283 p. (ISBN 0807063142, présentation en ligne)[2]
- (en) et Helene Atwan (éd.), Mosquito, Beacon Press, 2000 (1re éd. 1998), 624 p. (ISBN 080708347X, présentation en ligne)

### Recueils de poésies
- (en) Song for Anninho, Beacon Press, 2000 (1re éd. 1981), 119 p. (ISBN 0807068551, présentation en ligne)
- (en) Hermit-Woman, 1983 (ISBN 091641843X)
- (en) Xarque and Other Poems, Lotus Press, 1985 (ISBN 091641860X)

### Autres travaux
- (en) Chile Woman  (pièce), 1974
- (en) Liberating Voices: Oral Tradition in African American Literature  (critique), Harvard University Press, 1991, 228 p. (ISBN 0674530241, présentation en ligne)

## Corregidora
Le premier roman de Jones, Corregidora (1975), anticipe la vague de romans explorant les liens entre l'esclavage et le présent afro-américain. Sa publication coïncide avec l'apogée du Black Arts Movement et les concepts de « l'africanisme ». Elle est précurseure du mouvement de la Renaissance des femmes des années 1980, à travers sa reconnaissance de la multiplicité des identités afro-américaines et son regain d'intérêt pour l'histoire et l'esclavage. Parmi les auteures associées au Black Women's Movement, citons Alice Walker, Toni Morrison, Paule Marshall, entre autres.
Le roman Corregidora se déplace à travers différents espaces géographiques, au Brésil, à Saint-Louis, mais se déroule principalement dans le Kentucky. Ursa Corregidora, la protagoniste du roman, est une chanteuse de blues à la recherche « d'une chanson qui me toucherait, toucherait ma vie et la leur. . . Une chanson empreinte du nouveau monde ». La recherche d'Ursa reflète sa lutte pour construire son indépendance au milieu des histoires traumatisantes racontées par son arrière-grand-mère et sa grand-mère, de leurs expériences aux mains de l'esclavagiste brésilien portugais Simon Corregidora. La lignée matrilinéaire d'Ursa - arrière-grand-mère, grand-mère et mère - a comme but dans l'existence de garder vivante l'histoire de leurs abus et de leurs tortures, et par extension celle des esclaves africains dans le Nouveau Monde. Dès l'âge de cinq ans, Ursa hérite du devoir « d'enfanter des générations » qui puissent témoigner des crimes brutaux de l'esclavage. Mais l'obsession des femmes de Corregidora pour les offenses subies dans le passé d'Ursa, lutte avec son présent de chanteuse, qui veut trouver son propre but dans la vie. Lorsqu'elle tente de le faire, elle est elle-même prise au piège de relations abusives.
L'inceste est un thème majeur de roman, et un tropisme récurrent dans les œuvres d'autres écrivaines afro-américains de premier plan à l'époque, notamment : Toni Morrison ( The Bluest Eye ), Maya Angelou ( I Know Why the Caged Bird Sings ), Alice Walker (The Child Who Favored Daughter ) et James Baldwin (Just Above My Head). Aliyyah Abdur-Rahman, dans son livre Against the Closet: Identity, Political Longing, and Black Figuration, traite de l'inceste comme d'un « tropisme central à travers lequel l'identité des femmes noires et les dilemmes familiaux noirs, sont traités dans l'écriture des femmes afro-américaines, dans la période où les noirs américains ont prétendument obtenu des droits égaux devant la loi »,. À partir de ses lectures de textes littéraires afro-américains de la fin du XXe siècle, Abdur-Rahman soutient que l'écriture sur le thème de l'inceste dans la littérature des femmes noires, éclaire sur l'impact de l'esclavage sur la formation de familles noires dans la période post-droits civils. Abdur-Rahman voit le motif de l'inceste comme un moyen de « critiquer la société pour sa négligence flagrante envers les femmes et les enfants noirs ».

## Eva's Man
Eva's Man (1976), le deuxième roman de Jones, traite de la douleur entre les femmes et les hommes afro-américains, avec un sentiment de désespoir encore plus grand que son premier roman. Comme Corregidora, Eva's Man s'appuie sur un dialogue minimaliste et sur des monologues intérieurs. Ces derniers permettent au lecteur de connaître le passé d'Eva Medina au Canada et son basculement dans la maladie mentale, grâce à la répétition de scènes clés avec des variations, impliquant que la mémoire d'Eva se désintègre. Le lecteur découvre Eva dans une prison pour aliénés criminels au début de l'histoire. Elle est condamnée pour empoisonnement et castration de son amant. Ses flash-back révèlent une vie réduite à un objet sexuel par les hommes. D'abord Freddy, un garçon du quartier qui veut jouer au docteur, puis Tyrone, l'amant de sa mère qui l'agresse et son cousin qui veut l'épouser. Les hommes qu'elle rencontre la considèrent comme une propriété sexuelle et réagissent avec violence si elle rejette leurs avances. Davis, l'amant qu'elle tue, incarne cette relation en l'emprisonnant dans une pièce où il vient seulement pour coucher avec elle. En le tuant, elle se rebelle contre la tyrannie masculine, mais son glissement dans la folie indique qu'elle est incapable de se construire une autre destinée.

## White Rat
Les histoires du recueil de nouvelles de Jones White Rat (1977), écrites entre 1970 et 1977, traitent en grande partie des mêmes thèmes que ses romans sur la communication ou son absence, la folie et les relations difficiles. Song for Anninho (1981), un long poème narratif, couvre un autre univers. Situé au Brésil au XVIIe siècle, le poème raconte l'histoire d'Almeyda, la narratrice et de son mari Anninho, qui vivent à Palmares, une colonie historique d'esclaves fugitifs. Lorsque celle-ci est envahie par des soldats portugais, mari et femme sont séparés. Bien qu'Almeyda ne puisse retrouver son mari que dans ses souvenirs et dans l'art, le poème se concentre sur le désir comme un thème positif et montre que l'amour est possible.

## Vie privée
Pendant ses études à l'Université du Michigan, Jones rencontre un étudiant afro-américain politiquement actif, Robert Higgins. Né en 1947 à Cleveland, marié et divorcé une première fois, Higgins va devenir son mari et son agent, mettant fin au contrat de Toni Morrison,. Lors d'un défilé pour les droits des homosexuels à Ann Arbor, Michigan, au début des années 1980, Higgins prétend être Dieu et que le SIDA est une forme de punition. Il est frappé par une femme lors du défilé et la police refuse d'enregistrer sa plainte pour agression. Il revient avec un fusil de chasse et il est arrêté sous un chef d'accusation passible de quatre ans de prison. Au lieu de comparaître devant le tribunal pour faire face à ces accusations, Jones et Higgins fuient les États-Unis pour l'Europe. Jones démissionne de l'Université du Michigan avec une note adressée au président Ronald Reagan en ces termes : « Je rejette votre mensonge raciste, et j'en appelle à Dieu. Faites ce que vous voulez. Dieu est avec Bob et je suis avec lui ». Certains ont débattu de la paternité de cette note. En 1988, Jones et Higgins reviennent aux États-Unis en secret.
À la fin des années 1990, la mère de Jones souffre d'un cancer de la gorge et, en 1997, Higgins s'oppose au protocole médical prescrit à sa belle-mère. Jones et Higgins sont interdits d'accès à la chambre d'hôpital après qu'une évaluation psychologique de la mère de Jones révèle qu'elle est « de façon inappropriée manipulée par sa famille - en particulier son gendre ». Jones et Higgins rédigent un document sur l'incident intitulé « Kidnappée / détenue au secret » qu'ils envoient le 3 mars 1997 à la presse nationale, aux universités, aux autorités, au président Bill Clinton et au vice-président Al Gore. Le 20 mars, la mère de Jones meurt, ce qui incite Higgins à lancer une campagne contre l'University of Kentucky Markey Cancer Center. À ce moment-là, le roman de Jones, The Healing, est en cours de publication. Higgins commence à harceler la police de Lexington, les appelant et leur écrivant plusieurs fois par jour. Une lettre qui arrive au poste de police le 20 février 1998 fait état d'une menace à la bombe et la police comprend que Higgins, alias Bob Jones, fait l'objet d'un mandat de recherche. Après une confrontation avec la police à leur domicile, Higgins se suicide et Jones est placée sous surveillance. Depuis lors, Jones ne parle qu'à sa famille et à Michael Harper et refuse les demandes d'interviews.